# Thomas Pawliczek
Thomas Pawliczek (* 13. August 1965) ist ein Biathlontrainer und früherer deutscher Biathlet.
Thomas Pawliczek startete für den SC Dynamo Klingenthal. 1985 gewann er gemeinsam mit Jens Steinigen und Maik Dietz den Junioren-Weltmeistertitel im Staffelwettbewerb. Zwei Jahre später gewann er mit seiner Vereinsstaffel bei den DDR-Meisterschaften im Skilanglauf die Bronzemedaille. Nach seiner aktiven Karriere wurde Pawliczek Trainer und wechselte nach Winterberg. Beim SK Winterberg wurde er verantwortlicher Trainer für den Biathlonbereich und betreute dort unter anderem Maren Hammerschmidt und deren Zwillingsschwester Janin.